# Dracula psyche
Dracula psyche är en orkidéart som först beskrevs av Carlyle August Luer och Angel Andreetta, och fick sitt nu gällande namn av Carlyle August Luer. Dracula psyche ingår i släktet Dracula och familjen orkidéer. Inga underarter finns listade i Catalogue of Life.